# أزمة الطاقة (1979)

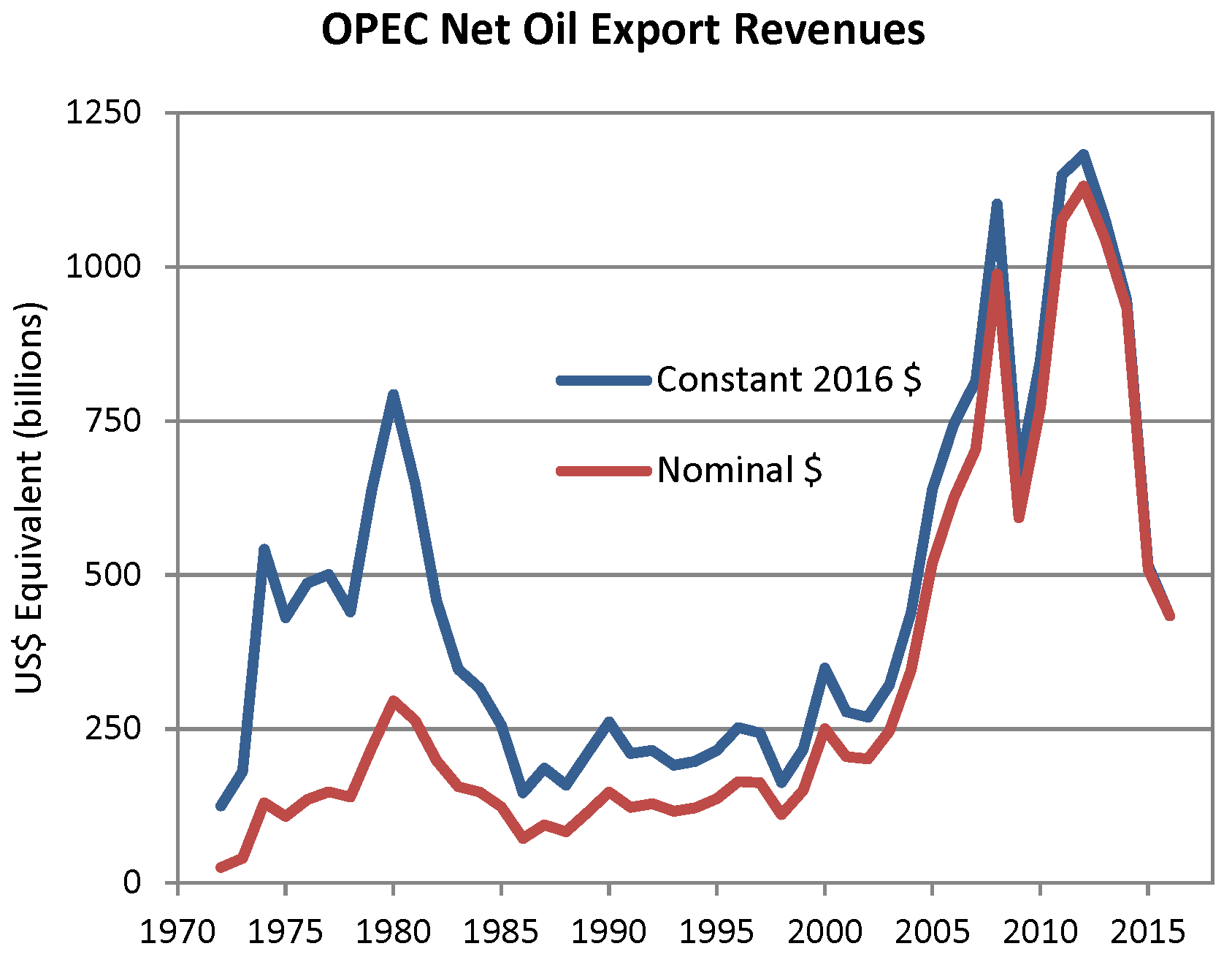
صافي إيرادات أوبك من تصدير النفط بين عامي 1971 -- 2007.

أزمة النفط عام 1979 أو (أزمة النفط الثانية) في الولايات المتحدة وقعت في أعقاب الثورة الإيرانية، وسط احتجاجات ضخمة، فر شاه إيران محمد رضا بهلوي من البلاد في أوائل عام 1979، وبهذا سمح لآية الله الخميني بالسيطرة على إيران، الاحتجاجات أدت لتحطيم قطاع النفط الإيراني، في حين استأنف النظام الجديد صادرات النفط، لكنها كانت بحجم أقل، مما دفع الأسعار للزيادة، المملكة العربية السعودية ودول أخرى في أوبك قاموا زيادة الإنتاج لتعويض الانخفاض، وعموما خسارة في الإنتاج نحو 4 في المئة. ومع ذلك، أدى إلى ذعر واسع النطاق أسفر عن دفع سعر أعلى بكثير من المتوقع أن يكون في ظل الظروف العادية. ضوابط الأسعار في الولايات المتحدة على المصادر المحلية من النفط أيضا أدت إلى تفاقم الحالة . وفي عام 1980، في أعقاب الغزو العراقي للإيران ، توقف إنتاج النفط في إيران تقريبا، وإنتاج العراق من النفط انخفض بشدة أيضا. بعد عام 1980، اتجهت أسعار النفط لمدة ست سنوات إلى التراجع، الذي بلغ ذروته بانخفاض 46% من سعره في 1986، ويعزى ذلك إلى انخفاض الطلب والإفراط في الإنتاج.

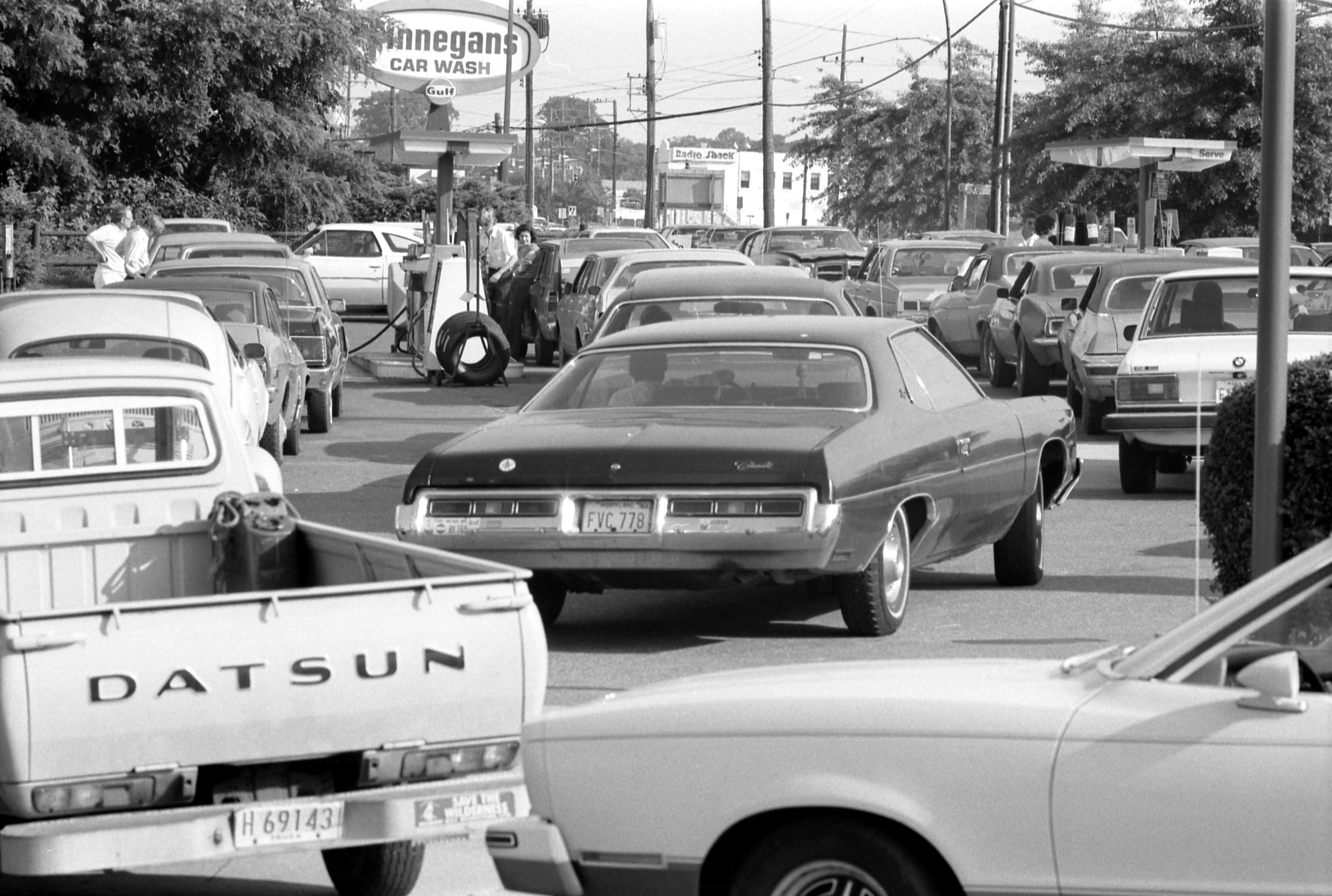
صف من السيارات في محطة وقود في ولاية ماريلاند، الولايات المتحدة الأمريكية، في 15 حزيران، 1979.

## الوضع في إيران
في نوفمبر 1978 ، إضراب ما يقارب 37600 عامل إيراني في مصافي النفط، أدى ذلك في البداية إلى انخفاض في الإنتاج في الفترة من 6 ملايين برميل (950000 م³) يوميا ليصل إلى نحو 1.5 مليون برميل (240000 م³). العمال الأجانب (بما في ذلك عمال النفط) فروا من البلاد، وفي 16 يناير 1979 ، شاه إيران محمد رضا بهلوي وزوجته غادرا إيران بناء على طلب من رئيس الوزراء شابور بختيار، الذي سعى إلى تهدئة الوضع.

## التأثير على أعضاء أوبك
ارتفاع أسعار النفط عاد بالفائدة على أعضاء أوبك ( عدا إيران )، مما جعل أرباحهم قياسية.

## التأثير على الولايات المتحدة
ريتشارد نيكسون كان قد فرض الرقابة على الأسعار المحلية للنفط، التي ساعدت في القضية التي أدت إلى نقص البنزين خلال خطوط أزمة نفط 1973، ألغيت الضوابط على البنزين، ولكن الضوابط الداخلية على النفط في الولايات المتحدة استمرت، بدأت إدارة جيمي كارتر مراحل تحرير أسعار النفط 5 أبريل 1979 ، عندما كان متوسط سعر النفط الخام 15.85 دولار، خلال 12 شهرا سعر النفط الخام ارتفع إلى 39.50 دولار، إزالة الضوابط المقيدة لأسعار النفط المحلية سمحت لإنتاج النفط في الولايات المتحدة بالارتفاع الحاد، في حين أن واردات النفط انخفضت بشكل حادا، ومع ذلك استمرت طوابير طويلة عند محطات البنزين بسبب تأثيرات أزمة النفط السابقة.